# Бамберг (район)
Бамберг (нім. Bamberg) — район у Німеччині, у складі округу Верхня Франконія федеральної землі Баварія. Районний центр — місто Бамберг: яке адміністративно до складу району не входить.

## Населення
Населення району становить 147 497 осіб (станом на 31 грудня 2020).

## Адміністративний поділ
Район складається з 4 міст (нім. Städte), 8 торговельних громад (нім. Märkte) та 24 громад (нім. Gemeinden):
| Міста 1. Баунах (3957, 30,9 км²) 2. Галльштадт (8699, 14,5 км²) 3. Шесліц (7232, 94,9 км²) 4. Шлюссельфельд (5965, 70,2 км²) Об'єднання громад 1. Баунах (Баунах, Герах, Лаутер та Реккендорф) 2. Бургебрах (Бургебрах (Маркт) та Шенбрунн) 3. Ебрах (Бургвіндгайм та Ебрах) 4. Лісберг (Лісберг та Прізендорф) 5. Штайнфельд (Кенігсфельд, Штадельгофен та Ваттендорф) Торговельні громади 1. Бургвіндгайм (1288, 37,4 км²) 2. Бургебрах (7019, 87,9 км²) 3. Буттенгайм (3616, 30 км²) 4. Гайлігенштадт-ін-Оберфранкен (3482, 76,7 км²) 5. Гіршайд (12457, 41 км²) 6. Ебрах (1879, 29,6 км²) 7. Раттельсдорф (4592, 39,6 км²) 8. Цапфендорф (5010, 30,6 км²) | Громади 1. Альтендорф (2111, 8,6 км²) 2. Бішберг (6122, 17,5 км²) 3. Брайтенгюсбах, (4464, 16,9 км²) 4. Вальсдорф (2596, 16,2 км²) 5. Ваттендорф (640,22,2 км²) 6. Герах (960, 7,8 км²) 7. Гундельсгайм (3544, 3,8 км²) 8. Кеммерн (2552, 8,3 км²) 9. Кенігсфельд (1268, 42,7 км²) 10. Лаутер (1125, 12,8 км²) 11. Лісберг (1702, 8,4 км²) 12. Літцендорф (6117, 25,9 км²) 13. Меммельсдорф (8844, 26,2 км²) 14. Обергайд (4788, 27,2 км²) 15. Петтштадт (2022, 9,9 км²) 16. Поммерсфельден (3042, 35,7 км²) 17. Прізендорф (1486, 8,4 км²) 18. Реккендорф (2009, 13,1 км²) 19. Фірет-Трунштадт (3549, 15,8 км²) 20. Френсдорф (5126, 44 км²) 21. Шенбрунн-ім-Штайгервальд (1858, 24,7 км²) 22. Штадельгофен (1266, 41 км²) 23. Штегаурах (7099, 23,9 км²) 24. Штруллендорф, (8011, 31,7 км²) |

Дані про населення наведені станом на 31 грудня 2020.